# Phare de Kiipsaare
Le phare de Kiipsaare (en estonien : Kiipsaare Tuletorn) est un feu inactif situé sur la péninsule de Harilaid au nord-ouest de la grande île de Saaremaa, appartenant à la commune de Kihelkonna dans le Comté de Saare, en Estonie.
Il était géré par l'Administration maritime estonienne ,.

## Histoire
Le phare a été construit en 1933 près du village d'Undva. Son but était de signaler aux marins de la mer Baltique les dangers des environs de la péninsule. À cette époque, le phare se situait entre 100 et 150 mètres à l'intérieur des terres, mais à cause de l'érosion, il se trouve maintenant à quelques mètres au large. Un manque de terrain d'appui a fait pencher le phare. Au début des années 1990, la mer avait déjà atteint le pied du phare et il commençait à s'incliner. Pour cette raison il a été désactivé en 1992 et le phare est resté une marque de jour jusqu'en 2009.

## Description
Le phare est une mince tour circulaire en béton armé, à claire-voie de 25 mètres de haut, avec une galerie et une lanterne. Le phare est peint de bandes horizontales blanches et noires. Il émettait, à une hauteur focale de 26 m, un  éclat blanc, rouge  toutes les 4 secondes. Sa portée nominale était de 15 milles marins (environ 28 km).
Identifiant : ARLHS : EST-077 ; EVA-921 - ex-Amirauté : C-3716 .
|                             |
| Île Saaremaa (localisation) |

|          |
| Le phare |

|  |
|  |

### Lien connexe
- Liste des phares d'Estonie